# 腺柱山光杜鹃
腺柱山光杜鹃（学名：Rhododendron oreodoxa var. adenostylosum）为杜鹃花科杜鵑花屬下的一个变种。